# Chiesa di Santa Maria Ausiliatrice (Vallecrosia)
La chiesa e santuario di Santa Maria Ausiliatrice è un luogo di culto cattolico in stile neo-Rinascimentale situato nel comune di Vallecrosia, in via Colonnello Aprosio, in provincia di Imperia.

## Storia e descrizione

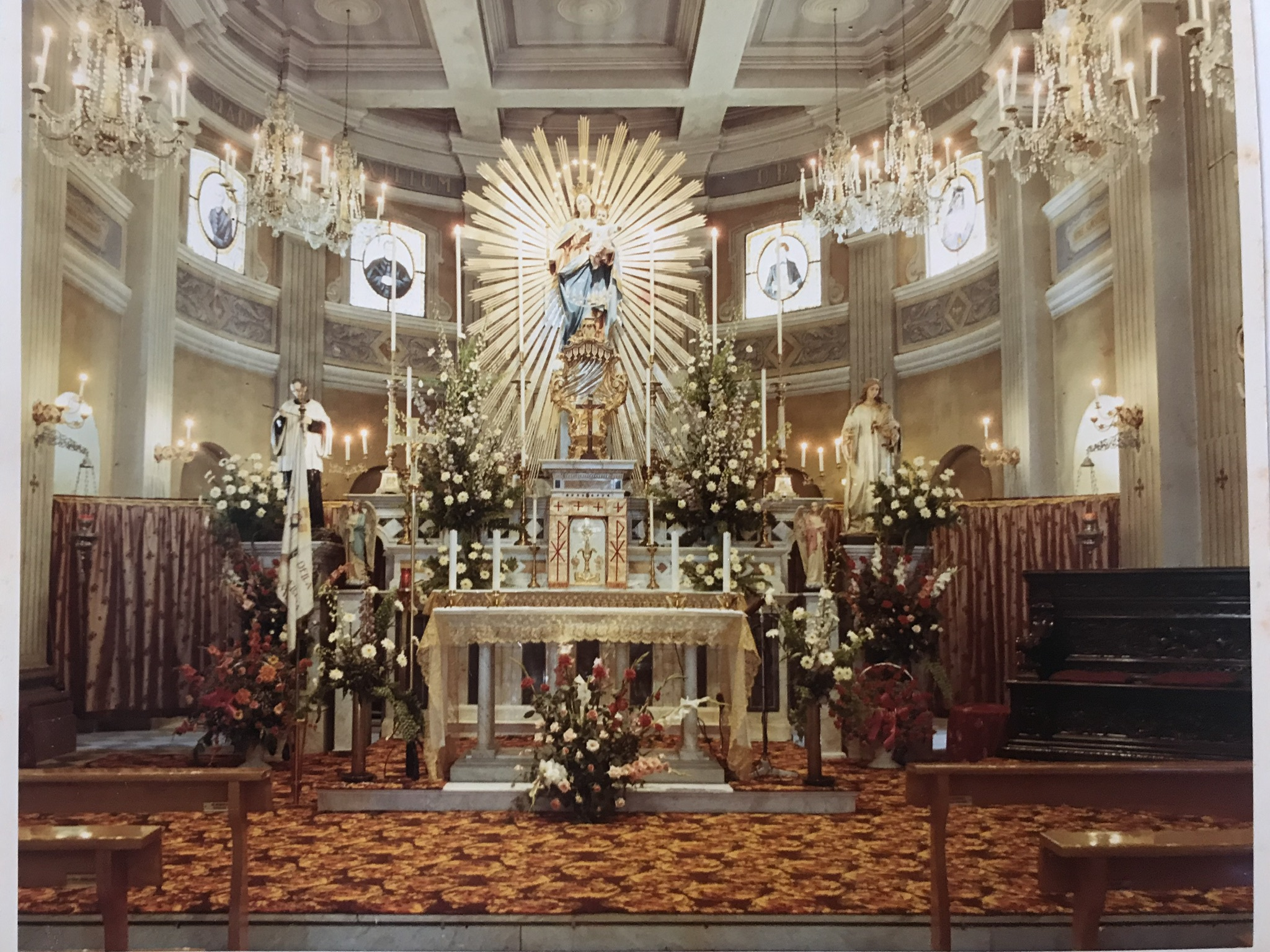
L'interno della chiesa

Voluto da san Giovanni Bosco, la prima pietra del nuovo edificio fu posta il 7 marzo 1880; l'anno successivo, però, i lavori subirono un arresto con la conseguente revisione del progetto su disegno dell'ingegnere nizzardo Vincenzo Levrot conservandone, tuttavia, buona parte del disegno di progettazione originario. Altri interventi all'erigenda struttura furono necessari dopo il terremoto del 1887, il campanile fu decurtato di tre metri sacrificando la cupoletta del progetto originario.
La chiesa venne completata e consacrata nel 1890 con l'istituzione, tra l'altro, dell'omonima comunità parrocchiale.
Sull'altare maggiore, disegnato in stile rinascimento dal Levrot e realizzato dal sanremese Domenico Carli, troneggia una grande statua di Maria Ausiliatrice in carton pierre della ditta nizzarda Galard et Fils, circondata da una splendida raggiera in legno dorato.  
Sul finire del XIX secolo alla struttura furono aggiunti le campane, il fonte battesimale (opera di Domenico Carli, del 1893), l'orologio del campanile (1896) e l'organo del 1897. 
L’altare laterale destro è dedicato a san Giuseppe, il sinistro al Sacro Cuore di Gesù. Nelle nicchie entrando a sinistra si trovano le seguenti statue: Sant'Antonio di Padova, Santa Teresa. A destra Don Bosco, un piccolo altare mobile dedicato all'Immacolata, San Nicola.

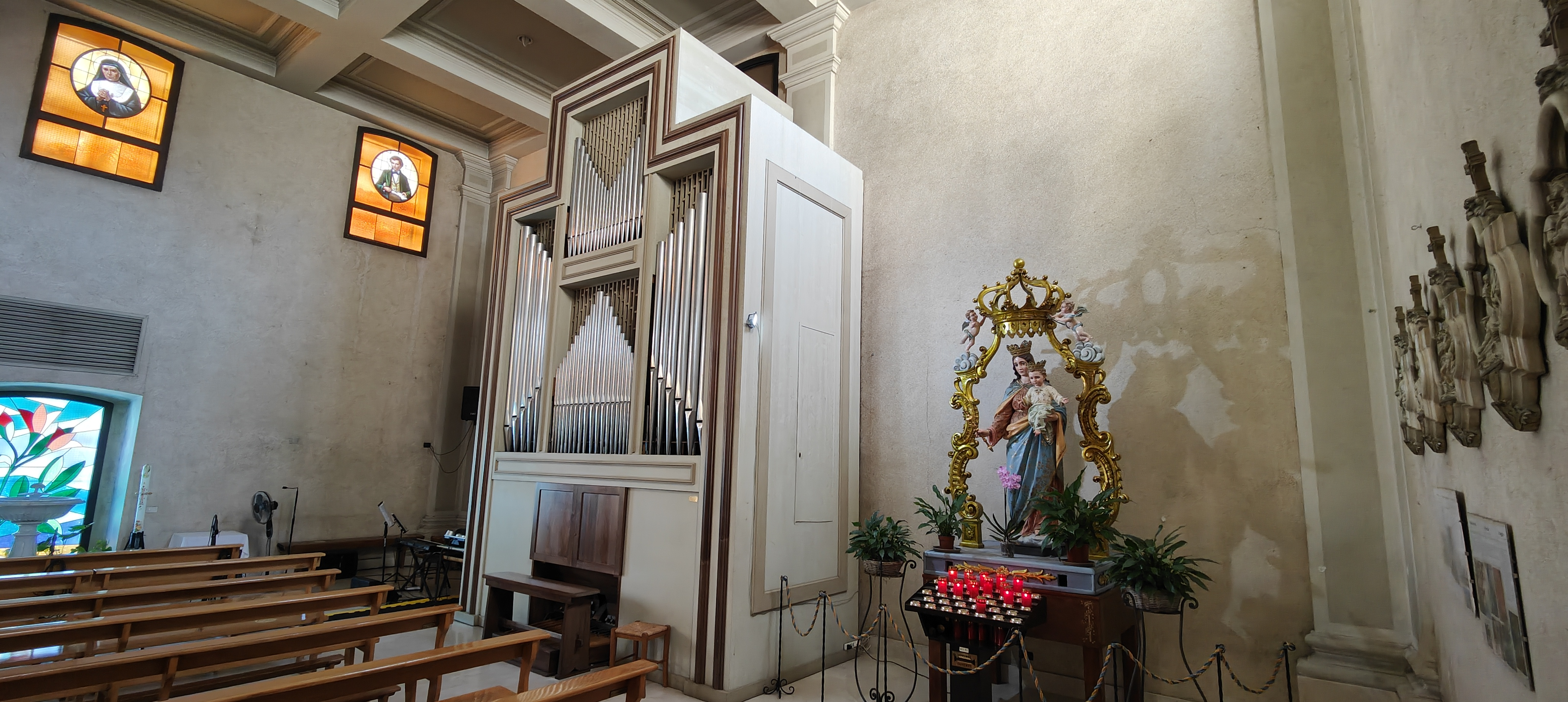
L'organo e accanto la statua processionale di Maria Ausiliatrice (1904)

La statua processionale di Maria Ausiliatrice della ditta romana Rosa-Zanazio venne incoronata nel 1904.
Nel 1987 la chiesa venne interamente ristrutturata ed allargata ai lati per contenere la crescente popolazione, riducendola alle forme essenziali. 

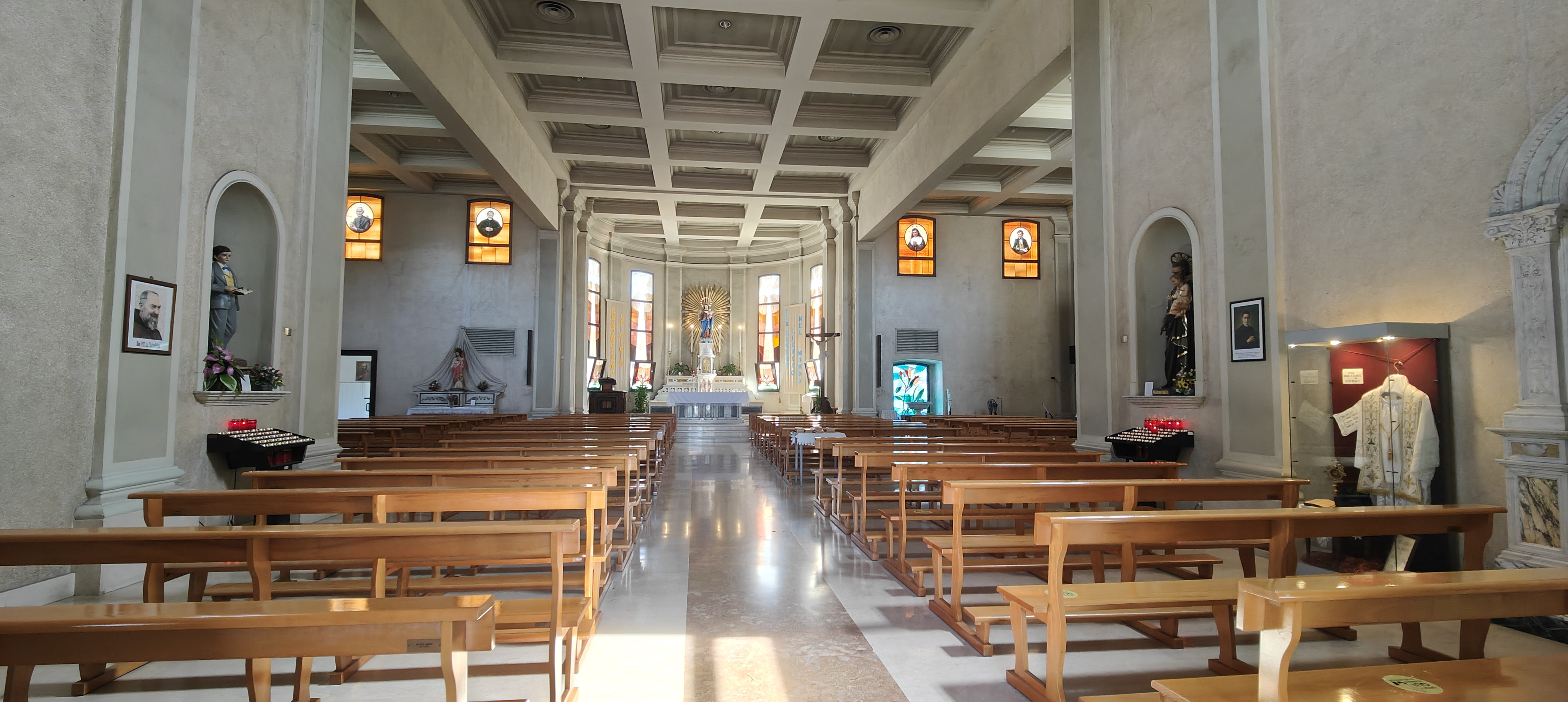
Vista complessiva dell'interno dall'entrata. A destra la teca con i paramenti usati da Don Bosco

I preziosi marmi di Domenico Carli vennero smontati, il fonte battesimale reso tabernacolo, l'altare ribaltato e gli stucchi rasi.